# Kija (jazyk)
Kija (též gija, kitja nebo gidja) je austrálský domorodý jazyk z jazykové rodiny jarrakanských jazyků, spojovaný s kmenem Gijů. Používá se ve východní části regionu Kimberley. Má už pouze něco přes 100 mluvčích.

## Ukázka
Ukázka náhodných vět v jazyce kije a český překlad:
- Yoowoorroon ngoowan bedalg yarrani, ngoowangarnan. (Překlad: Když se nenarodíme, nebudeme existovat.
- Rangga berrengirriyan-doo. (Překlad: Navzájem se poslouchali.)
- Yagoorn yinayanha. (Překlad: Lhal jsi mi.)
- Marloogany doo waarrany gerrij woomberrayid-joo baljarranggoombi. (Překlad: Starý muž a mladý chlapec dokončili bumerang.)